# Déjà Vu (singel Beyoncé)
Déjà Vu – piosenka amerykańskiej wokalistki rhythm and bluesowej Beyoncé,  nagrana z udziałem rapera Jaya-Z, pochodząca z jej drugiego albumu solowego B’Day. Łączy contemporary R&B z funkiem lat 70. Tytuł oraz tekst piosenki odnoszą się do kobiety, której wciąż przypomina się były kochanek.
W lipcu 2006 roku „Déjà Vu” wydany został jako główny singel z B’Day. Mimo iż wyróżniony został jako najlepsza piosenka podczas gali Music of Black Origin (MOBO) Awards 2006, spotkał się ze zróżnicowanymi opiniami krytyków. Nakręcony do utworu wideoklip rozczarował fanów, którzy zaczęli zbierać podpisy pod petycją o stworzenie nowej wersji, wśród powodów wymieniając stroje Knowles oraz seksualny oddźwięk teledysku.

## Tło i produkcja
W 2005 roku amerykański producent Rodney Jerkins, który wcześniej pracował z Destiny’s Child, a także kompozytor John Webb wyszli z pomysłem stworzenia old schoolowej piosenki, w której można byłoby wykorzystać prawdziwe instrumenty. Miało to być cofnięcie do muzyki lat wcześniejszych, do czego nawiązuje sam tytuł „Déjà Vu”. Najpierw nagrane zostały sekcje basowe, do których następnie dopasowano inne instrumenty i wokal. „Déjà Vu” wyprodukowana została w Sony Music Studios w Nowym Jorku oraz w prywatnych studiach Jerkinsa w New Jersey.
Jerkins stworzył demo piosenki, która zawierała wokal Makeby Riddick, wymienianej jako współautorka „Déjà Vu”. Następnie zaprezentowali tę wersję Knowles, która zaaprobowała ich pomysł. Wkład w tekst miały również Keli Nicole Price i Delisha Thomas, a także długoletni narzeczony, a obecnie mąż wokalistki, Jay-Z. Został zaangażowany do współpracy w późnych stadiach nagrywania utworu, kiedy Knowles zobaczyła go, próbującego rapować do zarejestrowanej już piosenki. Beyoncé zaprosiła go do współpracy, a jego wersy zostały dodane do „Déjà Vu”.

## Styl muzyczny
„Déjà Vu” reprezentuje contemporary R&B, połączony z elementami funku lat 70., soulu oraz hip hopu. Piosenka utrzymana jest w tonacji g-moll, a muzyka oparta jest w dużym stopniu na szerokiej instrumentacji.

## Wydanie

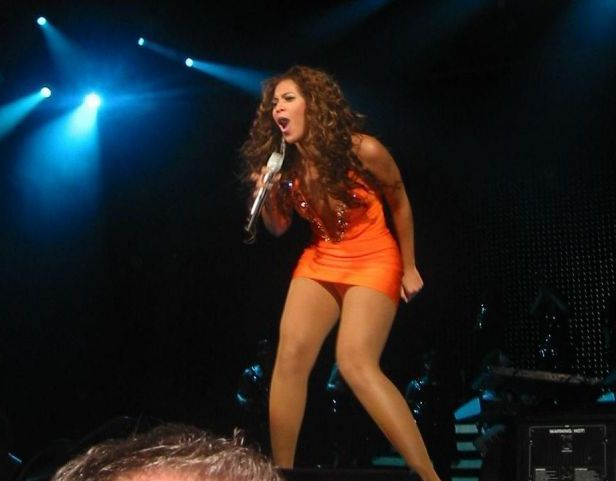
Beyoncé wykonująca „Déjà Vu” podczas koncertu w Szwecji, który odbył się w ramach trasy koncertowej The Beyoncé Experience.

13 czerwca 2006 roku piosenka wyciekła do Internetu. Następnego dnia miała premierę w stacjach radiowych, cztery tygodnie po tym, jak Knowles poinformowała Columbia Records, swoją wytwórnię, że B’Day jest gotowy. Miesiąc później, 31 lipca, ukazała się jako singel na CD w Stanach Zjednoczonych. 12 września wydane zostało enhanced CD, zawierające pięć dodatkowych ścieżek oraz „Déjà Vu” w wersji multimedialnej. 7 sierpnia singel, w formie digital download, miał premierę w Wielkiej Brytanii. Inne wersje ukazały się tam dwa tygodnie później.
Knowles zaproponowała grupie Freemasons stworzenie remiksu „Déjà Vu”. Jej członkowie wyprodukowali wersję klubową, która pojawiła się na ich debiutanckim albumie Shakedown w 2007 roku. Maxi singel, złożony z wersji albumowej oraz klubowego remiksu wydany został 5 sierpnia 2006 roku w Australii.

## Sukces komercyjny
„Déjà Vu” pojawił się na Billboard Hot 100 niemal miesiąc przed ukazaniem się singla na CD. Zadebiutował na miejscu 44., ostatecznie docierając do 4. pozycji listy. Remiks piosenki dotarł na szczyt Billboard Hot Dance Club Play, podczas gdy wersja albumowa uplasowała się na 18. miejscu tego samego zestawienia. „Déjà Vu” zajął miejsca również na innych listach Billboardu: 1. na Hot Dance Singles Sales i Hot R&B/Hip-Hop Songs, 9. na Rhythmic Top 40 oraz 14. na Top 40 Mainstream.
W Europie „Déjà Vu” uplasował się w pierwszych dziesiątkach notowań w zaledwie kilku krajach. Największą popularność osiągnął w Wielkiej Brytanii, gdzie zajął 1. miejsce UK Singles Chart, rozchodząc się w pierwszym tygodniu w 29.365 kopii. Singel zajął miejsca w czołowych piątkach list w Irlandii, Włoszech, Norwegii, Szwajcarii i na Węgrzech oraz w czołowych dziesiątkach w Belgii, Finlandii i Niemczech. W Oceanii piosenka była znacznie mniej popularna od większości singli Knowles, plasując się na 12. pozycji w Australii i 15. w Nowej Zelandii.
„Déjà Vu” był 98. najlepiej sprzedającym się singlem w Australii w roku 2006.

### Nagrody
„Déjà Vu” otrzymała nominacje do nagród Grammy dla najlepszej rapowo-wokalnej kolaboracji oraz najlepszej piosenki R&B. Nominowany w kategorii najlepszy remiks został także remiks „Déjà Vu”. Piosenka otrzymała statuetkę MOBO Awards dla najlepszego utworu roku 2006. „Déjà Vu” została również nominowana w kategorii najlepsza kolaboracja do BET Awards.

## Wideoklip
Wideoklip do „Déjà Vu” wyreżyserowany został przez Sophie Muller w Nowym Orleanie, 21 czerwca 2006 roku. Miał premierę 12 lipca w programie MTV Total Request Live, gdzie po jakimś czasie dotarł na szczyt zestawienia. Pod koniec lipca teledysk uplasował się również na szczycie listy najczęściej emitowanych wideoklipów w Wielkiej Brytanii.
Reakcje na wideoklip były zróżnicowane. Ze względu na seksualny wyraz i sugestywność wywołał sprzeciwy w niektórych środowiskach. Grupa ponad 2.000 fanów Knowles napisała petycję o ponowne nakręcenie wideoklipu, narzekając na pominięcie tematu, słaby montaż, nieodpowiednie stroje oraz, przede wszystkim, seksualne motywy, którymi przesycony jest teledysk oraz jednoznaczne sceny między Knowles i Jayem-Z. Poza tym petycja opisywała taniec wokalistki jako „nierytmiczny, dezorientujący i momentami alarmujący.” Jednak większość krytyków przyjęła wideoklip pozytywnie. Sal Cinquemani z magazynu internetowego Slant Magazine opisał go jako „bardziej tematyczny i prowokujący od teledysków do 'Baby Boy' i 'Naughty Girl'”. Eb Haynes z Allhiphop.com napisał, że teledysk jest świeży wizualnie i zainspirowany modą.
Wideoklip otrzymał nagrodę dla najlepszego teledysku na gali MOBO Awards w 2006 roku.

## Listy utworów
Wielka Brytania
1. „Déjà Vu” (wersja albumowa) – 3:59
2. „Déjà Vu” (Freemasons Radio Mix) – 3:15

Maxi singel
1. „Déjà Vu” (wersja albumowa) – 3:59
2. „Déjà Vu” (Freemasons Radio Mix) – 3:15
3. „Déjà Vu” (Freemasons Club Mix) – 8:05
4. „Déjà Vu” (Maurice’s Nusoul Mix) – 6:00
5. „Déjà Vu” (Maurice’s Nusoul Mixshow Mix) – 5:57

## Pozycje na listach
| Lista (2006)                     | Najwyższa pozycja |
| -------------------------------- | ----------------- |
| Australian Singles Chart         | 12                |
| Austrian Singles Chart           | 12                |
| Belgian Singles Chart (Flandria) | 8                 |
| Belgian Singles Chart (Walonia)  | 19                |
| Dutch Top 40                     | 17                |
| European Hot 100 Singles         | 2                 |
| Finnish Singles Chart            | 6                 |
| French Singles Chart             | 23                |
| German Singles Chart             | 9                 |
| Hungarian Singles Chart          | 2                 |
| Irish Singles Chart              | 3                 |

| Lista (2006)                         | Najwyższa pozycja |
| ------------------------------------ | ----------------- |
| Italian Singles Chart                | 4                 |
| New Zealand Singles Chart            | 15                |
| Norwegian Singles Chart              | 3                 |
| Russian Airplay Chart                | 43                |
| Swedish Singles Chart                | 11                |
| Swiss Singles Chart                  | 3                 |
| UK Singles Chart                     | 1                 |
| U.S. Billboard Hot 100               | 4                 |
| U.S. Billboard Hot R&B/Hip-Hop Songs | 1                 |
| U.S. Billboard Hot Dance Club Play   | 1                 |
| U.S. Billboard Pop 100               | 10                |

### Certyfikaty
| Kraj              | Certyfikat       |
| ----------------- | ---------------- |
| Stany Zjednoczone | Złoto (500.000+) |